# Крылов, Виктор Владимирович
Виктор Владимирович Крылов (англ. Victor Krylov; род. 1952, Тамбов) — советский и британский учёный, заслуженный профессор акустики Лафборовского университета. Лауреат премии Ленинского комсомола (1984) и медали Рэлея (2000).

## Биография
Виктор Владимирович Крылов родился в 1952 году в Тамбове. После первоначального изучения радиофизики и электроники защитил кандидатскую диссертацию по окончании аспирантуры физического факультета Московского государственного университета по специальности «акустика» в 1981 году. Там же защитил докторскую диссертацию в 1989 году. Работал научным сотрудником, затем старшим научным сотрудником на физическом факультете МГУ с 1980 года по 1993 год. В 1990—1991 гг. посетил Эдинбургский университет в Шотландии. C 1993 года профессор акустики в Ноттингемском Трентском университете, а с 2001 года профессор акустики в Лафборовском университете.
Виктор Крылов лауреат премии Ленинского комсомола (1984) и первой по значимости награды Акустического института Великобритании — медали Рэлея (2000). Его основные труды посвящены таким областям как физическая акустика, поверхностные акустические волны, лазерная генерация ультразвука, акустическая эмиссия, ультразвуковые методы неразрушающего контроля материалов, генерация наземных вибраций железнодорожным и автомобильным транспортом, низкочастотный шум и вибрации, локализованные упругие волны в сложных структурах, внутренний структурный шум автомобилей. Он является автором, соавтором и редактором шести книг и более чем 300 статей в научных журналах и трудах конференций.
Крылов активно участвует в научной жизни Великобритании. Он состоял членом Научного координационного комитета Акустического института Великобритании, членом Колледжа Научного совета по инженерным и физическим наукам (EPSRC), членом Комитета объединенной группы по физической акустике Акустического и Физического институтов Великобритании. Он является действительным членом Акустического института Великобритании, членом Американского акустического общества, членом Эдинбургского математического общества. Он также является членом редколлегий журналов «Applied Acoustics» и «Journal of Sound and Vibration».

## Научные достижения
Виктор Крылов начал работать над своей кандидатской диссертацией на кафедре акустики физического факультета Московского Государственного Университета им. М. В. Ломоносова в 1977 году. Предметом его исследований в этот период была теория распространения и рассеяния поверхностных волн Рэлея в средах с неоднородными границами. В результате этих исследований он опубликовал несколько важных работ по волнам Рэлея на очень высоких (гиперзвуковых) частотах (1979—1980 гг.), для которых эффекты поверхностного натяжения и поверхностных упругости и плотности должны быть приняты во внимание. В других статьях этого периода рассматривались распространение и рассеяние волн Рэлея на изогнутых и статистически шероховатых поверхностях.
Став сотрудником кафедры акустики в МГУ им. М. В. Ломоносова, Виктор Крылов продолжил свои теоретические и экспериментальные исследования поверхностных волн Рэлея. В этот период он также начал исследования в области акустической эмиссии от трещин, развивающихся в хрупких материалах, и опубликовал ряд работ в этой области (1983—1987 гг.). Начиная с 1982 года, он также опубликовал ряд пионерских статей по лазерной генерации ультразвука в твердых телах, в том числе генерации волн Рэлея. Эти статьи стали важной вехой для дальнейших международных исследований в этой области.
Другими важными достижениями этого периода стали теоретические и экспериментальные результаты в области локализованных волн, распространяющихся вдоль краев упругих клиньев, известных также как ‘клиновые акустические волны’. В частности, развитая им теория локализованных волн на основе геометрической акустики (1989—1991 гг.) позволила анализировать клиновидные структуры произвольной формы и привела к предсказанию новых типов локализованных волн, в том числе волн, распространяющихся вдоль усеченного клина квадратичного сечения (1990 г.). Эти волны могут распространяться с очень низкой фазовой скоростью, и они могут иметь важное значение для ряда практических приложений.

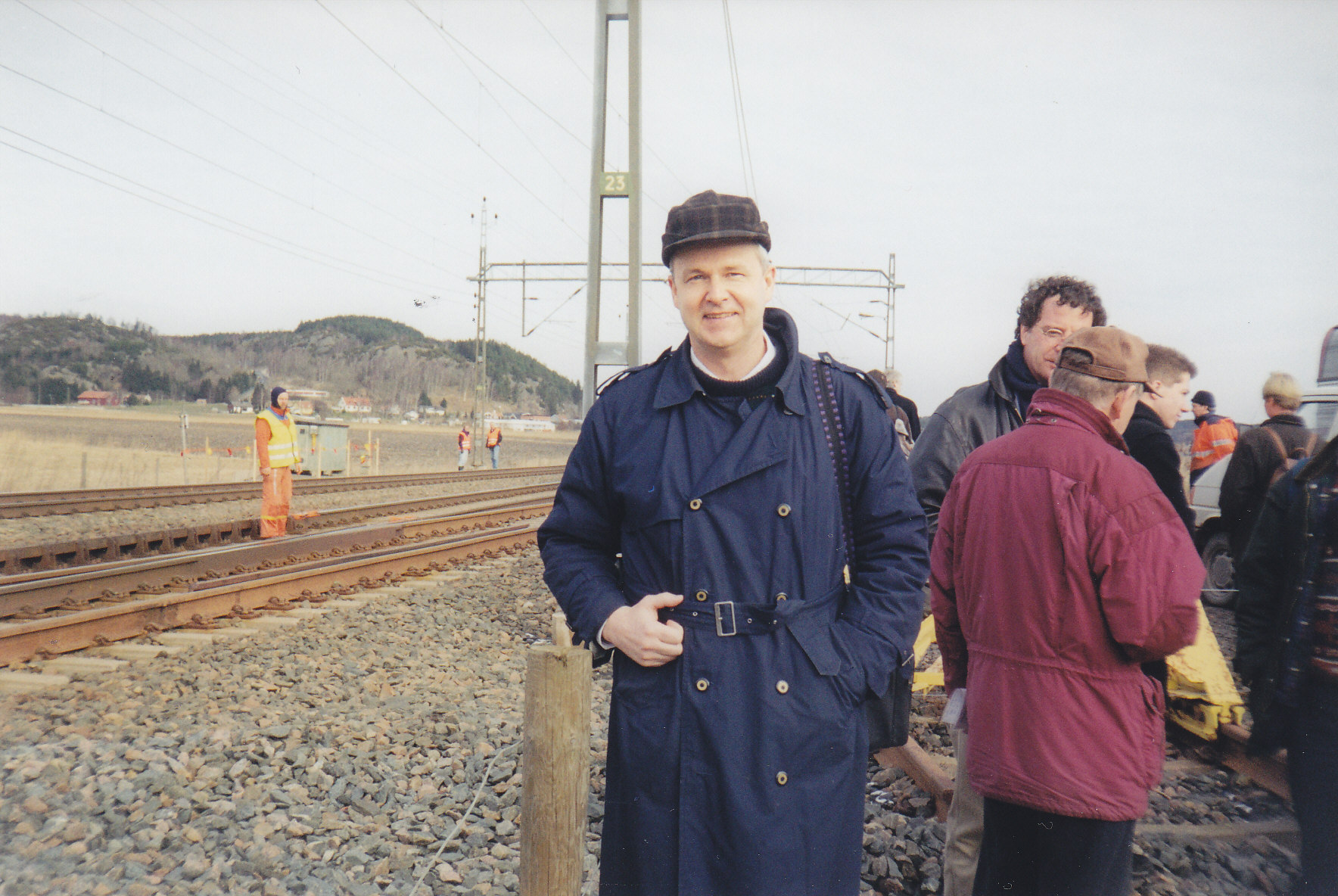
Виктор Крылов на новой высокоскоростной линии в Швеции (Гётеборг-Мальме) при наблюдении эффекта ‘Грунтового вибрационного удара’ от пассажирского поезда Х2000 в марте 2000 г.

В 1993 году Виктор Крылов начал работать в Ноттингемском Трентском Университете (Великобритания), где он был удостоен звания профессора акустики. Основным направлением его исследований в Ноттингеме были экологическая акустика и вибрации, в частности, упругие колебания земли, порожденные поездами и автотранспортными средствами. Его предыдущий опыт в области фундаментальной физической акустики помог ему привнести новые идеи и методы в эту область. В частности, в статьях, опубликованных в 1994—1996 гг. им был теоретически предсказан очень высокий уровень земных вибраций, генерируемых высокоскоростными железнодорожными поездами, движущимися со скоростью выше, чем скорость поверхностных волн Рэлея в грунте. Это явление похоже на хорошо известный Звуковой удар от сверхзвукового самолета. В связи с этим, в научный язык были введены такие новые понятия, как ‘Грунтовой вибрационный удар’ и ‘Транс-Рэлеевские поезда’. Эта теория была экспериментально подтверждена в 1997—1998 гг. на новой высокоскоростной линии в Швеции (Гётеборг-Мальме), где на некоторых участках трассы скорость волн Рэлея была всего 45 м/с, и скорости движения поездов в 160 км/час было достаточно, чтобы наблюдать эффект. В настоящее время общепризнано, что в связи с ожидаемым ростом рабочих скоростей пассажирских поездов явление ‘Грунтового вибрационного удара’ будет представлять собой серьезную проблему для многих стран Европы, Америки и Азии.
Другими важными достижениями этого периода были работы Крылова по экологическому низкочастотному шуму и по волнам в погруженных клиновидных структурах. В частности, он предсказал существование локализованных упругих волн в твердых клиньях, погруженных в жидкость. Такие волны могут стать основной для некоторых важных приложений в морской технике. В частности, было предложено использовать их в качестве волнообразной гидродинамической тяги (Крылов, 1994 г.). Разработанная теория была позднее подтверждена экспериментально в США и Франции.
С 2001 года Виктор Крылов работает в Лафборовском университете (Великобритания) в качестве профессора акустики и вибраций. Одним из его научных достижений в Лафборо была разработка физических принципов и теории новых физических объектов — так называемых ‘акустических черных дыр’ для изгибных волн (2001—2007 гг.). Такие акустические черные дыры могут поглощать почти 100 % энергии падающей волны и, следовательно, они могут быть использованы в качестве эффективных поглотителей (демпферов) нежелательных структурных вибраций в различных инженерных конструкциях. Основной принцип ‘эффекта акустических черных дыр’ основан на плавном (степенного типа) снижении скорости падающей волны с расстоянием почти до нуля, которое должно сопровождаться эффективным поглощением энергии в тонких прикрепленных слоях из поглощающих материалов в области низкой скорости. Необходимое постепенное снижение скорости изгибных волн с расстоянием может быть легко достигнуто за счет изменения локальной толщины пластины по степенному закону, с показателем степени равным или больше двух. Всесторонние теоретические и экспериментальные исследования акустических черных дыр разных типов (2005—2012 гг.) подтвердили их эффективность как амортизаторов вибраций, особенно в случае легких конструкций, где традиционные методы демпфирования с использованием толстых слоев поглощающих материалов не могут быть применены.
Важные новые результаты были также получены в области применения локализованных изгибных волн в погруженных клиновидных структурах для волнообразного продвижения небольших морских судов и подводных лодок. Этот новый метод создания гидродинамической тяги, предложенный Крыловым в 1994 году, имитирует волнообразное движение некоторых видов рыб, таких как скаты. Он обладает рядом преимуществ по сравнению с традиционным винтом. В частности, он почти бесшумен и характеризуется низким энергопотреблением. Первые экспериментальные исследования, предпринятые на уменьшенных моделях судов, подтвердили жизнеспособность и эффективность этого нового метода продвижения с использованием распространения локализованных упругих волн в погруженных клиновидных структурах (2006—2010 гг.).
Интересные новые результаты были получены также в области шума и вибраций автомобилей, включая моделирование внутреннего структурного шума в салоне (2002—2009 гг.), теорию стоячих волн в шинах при высоких скоростях автомобиля (2010 гг.), и теорию колебаний грунта, порожденных движением тяжелого колесного и гусеничного автотранспорта (2010—2011 гг.).

## Книги
- Красильников, В. А., Крылов, В. В., Введение в Физическую Акустику, Москва, Наука, 1984.
- Красильников, В. А., Крылов, В. В., Поверхностные Акустические Волны, Москва, Знание, 1985.
- Крылов, В. В., Основы Теории Излучения и Рассеяния Звука, Москва, Издательство МГУ, 1989.
- Бирюков, С. В., Гуляев, Ю. В., Крылов, В. В., Плесский, В. П., Поверхностные Акустические Волны в Неоднородных Средах, Москва, Наука, 1991.
- Biryukov, S.V., Gulyaev, Yu.V., Krylov, V.V., Plessky, V.P., Surface Acoustic Waves in Inhomogeneous Media, Springer-Verlag, Berlin, Heidelberg, New York, 1995.
- Krylov, V.V. (ed), Noise and Vibration from High Speed Trains, Thomas Telford Publishing, London, 2001.
- Krylov, V.V. (ed), Ground Vibrations from High-Speed Railways: Prediction and Mitigation, ICE Publishing, London, 2019.

## Избранные статьи
• Крылов, В. В., Лямов, В. Е., Дисперсия и поглощение рэлеевской волны, распространяющейся вдоль шероховатой поверхности, Журнал технической физики, 49(11), 1979, с. 2514—2516; English version: Krylov, V.V. and Lyamov, V.E., Dispersion and Damping of a Rayleigh Wave Propagating Along a Rough Surface, Soviet Physics — Technical Physics, 49(11), 1979, pp 1424–1425.
• Красильников, В. А., Крылов, В. В., Дисперсия волн Рэлея, обусловленная поверхностным натяжением, Акустический журнал, 25(3), 1979, с. 408—413; English version: Krasil’nikov, V.A. and Krylov, V.V., Surface-Tension Dispersion of Rayleigh Waves, Soviet Physics — Acoustics, 25(3), 1979, pp 231–234.
• Крылов, В. В., О волнах Рэлея на гладких поверхностях произвольной формы, Акустический журнал, 25(5), 1979, с. 754—759; English version: Krylov, V.V., Rayleigh Waves on Smooth Surfaces of Arbitrary Shape, Soviet Physics — Acoustics, 25(5), 1979, pp 425–428.
• Крылов, В. В., Оптическая теорема для рассеяния волн деформации на неоднородностях плоской границы твердого тела, Акустический журнал, 26(2), 1980, с. 214—217; English version: Krylov, V.V., Optical Theorem for the Scattering of Strain Waves by Inhomogeneities of the Plane Boundary of a Solid, Soviet Physics — Acoustics, 26(2), 1980, pp 117–119.
• Красильников, В. А., Крылов, В. В., К теории гиперзвуковых поверхностных волн в твердых телах, Акустический журнал, 26(5), 1980, с. 732—734; English version: Krasil’nikov, V.A. and Krylov, V.V., Theory of Hypersonic Surface Waves in Solids, Soviet Physics — Acoustics, 26(5), 1980, pp 413–414.
• Крылов, В. В., Об использовании дисперсионных соотношений для анализа рассеяния поверхностных волн, Акустический журнал, 27(2), 1981, с. 261—265; English version: Krylov, V.V., Application of Dispersion Relations for the Analysis of Surface-Wave Scattering, Soviet Physics — Acoustics, 27(2), 1981, pp 142–144.
• Крылов, В. В., О дисперсионных соотношениях для коэффициентов преломления нормальных волн, Вестник Московского университета, Серия 3: Физика, Астрономия, 23(2), 1982, с. 42-46; English version: Krylov, V.V., Dispersion Relations for Refractive Indices of Normal Waves, Moscow University Physics Bulletin, 37(2), 1982, pp 48–51.
• Крылов, В. В., О роли пространственной дисперсии в формировании чисто сдвиговых поверхностных упругих волн в кристаллах, Кристаллография, 27(4), 1982, с. 791—792; English version: Krylov, V.V., Role of Spatial Dispersion in Formation of Pure-Shear Elastic Surface Waves in Crystals, Soviet Physics — Crystallography, 27(4), 1982, pp 475–476.
• Крылов, В. В., Павлов, В. И., Термооптическое возбуждение поверхностных акустических волн в твердых телах, Акустический журнал, 28(6), 1982, с. 836—837; English version: Krylov, V.V. and Pavlov, V.I., Thermooptical Excitation of Surface Acoustic Waves in Solids, Soviet Physics — Acoustics, 28(6), 1982, pp 493–494.
• Крылов, В. В., Об излучении звука развивающимися трещинами, Акустический журнал, 29(6), 1983, с. 790—798; English version: Krylov, V.V., Radiation of Sound by Growing Cracks, Soviet Physics — Acoustics, 29(6), 1983, pp 468–472.
• Крылов, В. В., Можаев, В. Г., Отражение и прохождение волн Рэлея в клине, Акустический журнал, 31(6), 1985, с. 751—755; English version: Krylov, V.V. and Mozhaev, V.G., Reflection and Transmission of Rayleigh Waves in a Wedge, Soviet Physics — Acoustics, 31(6), 1985, pp 457–459.
• Крылов, В. В., Пономарев, Е. П., Штенцель, Т. В., Особенности термооптического возбуждения звука в металлах, Вестник Московского университета, Серия 3: Физика, Астрономия, 27(6), 1986, с. 43-48; English version: Krylov, V.V., Ponomarev, E.P. and Shtentsel, T.V., Characteristics of Thermooptical Excitation of Sound in Metals, Moscow University Physics Bulletin, 41(6), 1986, pp 46–51.
• Крылов, В. В., Пономарев, Е. П., Спектры акустической эмиссии при образовании сквозных трещин в стеклах, Акустический журнал, 32(5), 1986, с. 622—628; English version: Krylov, V.V. and Ponomarev, E.P., Acoustic Emission Spectra from the Formation of Through Cracks in Glasses, Soviet Physics — Acoustics, 32(5), 1986, pp 386–389.
• Крылов, В. В., Особенности волноводного распространения поверхностных волн в сложных топографических структурах, Акустический журнал, 33(4), 1987, с. 699—706; English version: Krylov, V.V., Distinctive Characteristics of Guided Surface-Wave Propagation in Complex Topographic Structures, Soviet Physics — Acoustics, 33(4), 1987, pp 407–411.
• Королев, С. В., Крылов, В. В., Эффективное возбуждение волн Рэлея слабой ударной волной, инициированной искровым разрядом в воздухе, Письма в журнал технической физики, 14(11), 1988, с. 1945—1949; English version: Korolev, S.V. and Krylov, V.V., Efficient Excitation of Rayleigh Waves by a Weak Shock Wave Initiated by a Spark Discharge in Air, Soviet Technical Physics Letters, 14(11), 1988, pp 843–845.
• Крылов, В. В., Рагузина, И. В., Рассеяние клиновых акустических волн, Акустический журнал, 34(5), 1988, с. 949—951; English version: Krylov, V.V. and Raguzina, I.V., Scattering of Acoustic Wedge Modes, Soviet Physics — Acoustics, 34(5), 1988, pp 546–547.
• Крылов, В. В., Прохождение рэлеевской волны через плавные крупномасштабные неровности поверхности, Акустический журнал, 34(6), 1988, с. 1071—1080; English version: Krylov, V.V., Transmission of a Rayleigh Wave Across Smooth Large-Scale Surface Irregularities, Soviet Physics — Acoustics, 34(6), 1988, pp 613–618.
• Krylov, V.V., Effect of Surface Phenomena in Solids on Surface Acoustic Waves, Progress in Surface Science, 32, 1989, pp 39–110.
• Крылов, В. В., Об условиях применимости приближения геометрической акустики для волн в остроугольном твердом клине, Акустический журнал, 35(2), 1989, с. 294—301; English version: Krylov, V.V., Conditions for Validity of the Geometrical-Acoustics Approximation in Application to Waves in an Acute-Angle Solid Wedge, Soviet Physics — Acoustics, 35(2), 1989, pp 176–180.
• Крылов, В. В., Локализованные акустические моды квадратичного твердого клина, Вестник Московского университета, Серия 3: Физика, Астрономия, 31(6), 1990, с. 63-68; English version: Krylov, V.V., Locallised Acoustic Modes of a Quadratic Solid Wedge, Moscow University Physics Bulletin, 45(6), 1990, pp 65–69.
• Крылов, В. В., Геометро-акустический подход к описанию локализованных мод колебаний упругого твердого клина, Журнал технической физики, 60(2), 1990, с. 1-7; English version: Krylov, V.V., Geometrical-Acoustic Approach to the Description of Localised Vibrational Modes of an Elastic Wedge, Soviet Physics — Technical Physics, 35(2), 1990, pp 137–140.
• Крылов, В. В., Смирнова, З. А., Экспериментальное исследование дисперсии рэлеевской волны на шероховатой поверхности, Акустический журнал, 36(6), 1990, с. 1044—1048; English version: Krylov, V.V. and Smirnova, Z.A., Experimental Study of the Dispersion of a Rayleigh Wave on a Rough Surface, Soviet Physics — Acoustics, 36(6), 1990, pp 583–585.
• Крылов, В. В., О существовании симметричной акустической моды в квадратичном твердом клине, Вестник Московского университета, Серия 3: Физика, Астрономия, 32(1), 1991, с. 45-50; English version: Krylov, V.V., On the Existence of a Symmetric Acoustic Mode in a Quadratic Solid Wedge, Moscow University Physics Bulletin, 46(1), 1991, pp 45–49.
• Крылов, В. В., Шанин, А. В., Влияние упругой анизотропии на скорости клиновых акустических волн, Акустический журнал, 37(1), 1991, с. 130—133; English version: Krylov, V.V. and Shanin, A.V., Influence of Elastic Anisotropy on the Velocities of Acoustic Wedge Modes, Soviet Physics — Acoustics, 37(1), 1991, pp 65–67.
• Krylov, V.V. and Parker, D.F., Harmonic Generation and Parametric Mixing in Wedge Acoustic Waves, Wave Motion, 15, 1992, pp 185–200.
• Krylov, V.V., On the Theory of Surface Acoustic Wave Generation by Electric Spark Discharge, Journal of Physics, Part D: Applied Physics, 25, 1992, pp 155–161.
• Крылов, В. В., Шанин, А. В., Рассеяние клиновой акустической волны на неглубокой выемке, Акустический журнал, 39(2), 1993, с. 292—298; English version: Krylov, V.V. and Shanin, A.V., Scattering of an Acoustic Wedge Wave by a Shallow Notch, Acoustical Physics, 39(2), 1993, pp 155–158.
• Krylov, V.V., On Nonlinear Parametric Amplification of Rayleigh Waves, Physics Letters, A173, 1993, pp 209–213.
• Krylov, V.V., On the Theory of Railway-induced Ground Vibrations, Journal de Physique IV, 4(C5), 1994, pp 769–772.
• Krylov, V.V. and Ferguson, C.C., Calculation of Low-frequency Ground Vibrations from Railway Trains, Applied Acoustics, 42, 1994, pp 199–213.
• Krylov, V.V., Generation of Ground Vibrations by Superfast Trains, Applied Acoustics, 44, 1995, pp 149–164.
• Krylov, V.V., Surface Properties of Solids and Surface Acoustic Waves: Application to Chemical Sensors and Layer Characterisation (недоступная ссылка), Applied Physics, A61(3), 1995, pp 229–236.
• Krylov, V.V., Vibrational Impact of High-speed Trains: Effect of Track Dynamics, Journal of the Acoustical Society of America, 101(6), 1996, pp 3121–3134.
• Krylov, V.V., Generation of Ground Vibrations by Accelerating and Braking Road Vehicles, Acustica-Acta Acustica, 82(4), 1996, pp 642–649.
• Krylov, V.V., Investigation of Environmental Low-frequency Noise, Applied Acoustics, 51(1), 1997, pp 33–51.
• Krylov, V.V., Spectra of Low-frequency Ground Vibrations Generated by High-speed Trains on Layered Ground, Journal of Low Frequency Noise, Vibration and Active Control, 16(4), 1997, pp 257–270.
• Krylov, V.V., On the Velocities of Localised Vibration Modes in Immersed Solid Wedges, Journal of the Acoustical Society of America, 103(2), 1998, pp 767–770.
• Krylov, V.V., Effect of Track Properties on Ground Vibrations Generated by High-speed Trains, Acustica-acta Acustica, 84(1), 1998, pp 78–90.
• Krylov, V.V., Ground Vibration Boom from High-speed Trains, Journal of Low Frequency Noise, Vibration and Active Control, 18(4), 1999, pp 207–218.
• Krylov, V.V., Localised Vibration modes Propagating Along Edges of Cylindrical and Conical Wedge-like Structures, Journal of Sound and Vibration, 227(1), 1999, pp 215–221.
• Shuvalov, A.L. and Krylov, V.V., Localised Vibration Modes in Free Anisotropic Wedges, Journal of the Acoustical Society of America, 107(1), 2000, pp 657–660.
• Krylov, V.V., Dawson, A.R., Heelis, M.E. and Collop, A.C., Rail Movement and Ground Waves Caused by High-speed Trains Approaching Track-soil Critical Velocities, Proceedings of the Institution of Mechanical Engineers, Part F: Journal of Rail and Rapid Transit, 214, 2000, pp 107–116.
• Krylov, V.V. and Shuvalov, A.L., Propagation of Localised Flexural Vibrations along Plate Edges Described by a Power Law, Proceedings of the Institute of Acoustics, 22(2), 2000, pp 263–270.
• Shanin, A.V. and Krylov, V.V., An Approximate Theory for Waves in a Slender Elastic Wedge Immersed in Liquid, Proceedings of the Royal Society of London A, 456, pp 2179–2196.
• Krylov, V.V., Generation of Ground Elastic Waves by Road Vehicles, Journal of Computational Acoustics, 9(3), 2001, pp 919–933.
• Krylov, V.V., New Type of Vibration Dampers Utilising the Effect of Acoustic 'Black Holes', Acta Acustica united with Acustica, 90(5), 2004, 830—837.
• Krylov, V.V. and Tilman, F.J.B.S., Acoustic 'Black Holes' for Flexural Waves as Effective Vibration Dampers, Journal of Sound and Vibration, 274(3-5), 2004, 605—619.
• Georgiev, V.B., Krylov, V.V. and Winward, R.E.T.B., Simplified Modelling of Vehicle Interior Noise: Comparison of Analytical, Numerical and Experimental Approaches (недоступная ссылка), Journal of Low Frequency Noise, Vibration and Active Control, 25(2), 2006, pp 69–92.
• Krylov, V.V. and Georgiev, V.B., New Approach to Investigation of Resonant Vibrations of Noncircular Shells Based on the Theory of Coupled Waveguides (недоступная ссылка), Journal of Mechanics of Materials and Structures, 2(9), 2007, pp 1761–1771.
• Krylov, V.V. and Pritchard, G.V., Experimental Confirmation of the Propulsion of Marine Vessels Employing Guided Flexural Waves in Attached Elastic Fins, Journal of Fluids and Structures, 23, 2007, pp 297–307.
• Krylov, V.V. and Winward, R.E.T.B., Experimental Investigation of the Acoustic Black Hole Effect for Flexural Waves in Tapered Plates, Journal of Sound and Vibration, 300(1-2), 2007, pp 43–49.
• Krylov, V.V., Control of Traffic-Induced Ground Vibrations by Placing Heavy Masses on the Ground Surface (недоступная ссылка), Journal of Low Frequency Noise, Vibration and Active Control, 26(4), 2007, pp 311–320.
• Georgiev, V.B. and Krylov, V.V., Finite Element Study of the Effect of Structural Modifications on Structure-borne Vehicle Interior Noise, Journal of Vibration and Control, 15(4), 2009, pp 483–496.
• Krylov, V.V., Pickup, S. and McNuff, J., Calculation of Ground Vibration Spectra from Heavy Military Vehicles, Journal of Sound and Vibration, 329, 2010, pp 3020–3029.
• Krylov, V.V. and Gilbert, O., On the Theory of Standing Waves in Tyres at High Vehicle Speeds, Journal of Sound and Vibration, 329, 2010, pp 4398–4408.
• O’Boy, D.J., Krylov, V.V. and Kralovic, V., Damping of Flexural Vibrations in Rectangular Plates Using the Acoustic Black Hole Effect, Journal of Sound and Vibration, 329, 2010, pp 4672–4688.
• Krylov, V.V. and Porteous, E., Wave-Like Aquatic Propulsion of Mono-Hull Marine Vessels, Ocean Engineering, 37, 2010, pp 378–386.
• Krylov, V.V., Acoustic Black Holes: Recent Developments in the Theory and Applications, IEEE Transactions on Ultrasonics, Ferroelectrics, and Frequency Control, 61(8), 2014, pp 1296–1306.
• Krylov, V.V., Directivity Patterns of Laser-Generated Sound in Solids: Effects of Optical and Thermal Parameters, Ultrasonics, 69, 2016, pp 279–284.
• Krylov, V.V., Focusing of Ground Vibrations Generated by High-Speed Trains Travelling at Trans-Rayleigh Speeds, Soil Dynamics and Earthquake Engineering, 100, 2017, pp 389–395.
• Krylov, V.V., Acoustic Emission from Finite Two-Dimensional Cracks: Directivity Functions and Frequency Spectra, Applied Acoustics, 157, 2020, 107025.
• Krylov, V.V., Overview of Localised Flexural Waves in Wedges of Power-Law Profile and Comments on Their Relationship with the Acoustic Black Hole Effect,
Journal of Sound and Vibration, 468, 2020, 115100.